# Marioara Tănase
Marioara Tănase (n. 8 septembrie 1940, Sighișoara – d. 27 iulie 1970, Brașov) a fost o interpretă de muzică populară și romanțe.

## Biografie
Încă de la o vârstă fragedă a început colaborarea cu diferitele ansambluri folclorice din zona Sighișoarei, urmând ca la 18 ani să fie angajată a ansamblului folcloric al U.G.S.R. din București.
Astfel, în anul 1958, înregistrează la Radiodifuziunea Română primele cântece, acestea fiind editate și lansate pe piață de casa de discuri Electrecord.
A cules cântece și doine de o inestimabilă valoare artistică, din Sighișoara sa natală și din satele limitrofe orașului, pe care le-a valorificat publicului spectator din țară și din afara granițelor, în turnee de mari succese în URSS, Germania, Franța, Italia, Elveția, Iugoslavia, Israel, Ungaria dar și în Asia și Africa.
Prezentă în diferite concursuri inter-culturale în țară și străinătate, a reușit să câștige valoroase trofee internaționale.
În timpul activităților scenice întreprinse, artista continuă să înregistreze noi melodii la Radiodifuziunea Română și să lanseze discuri împreună cu casa de discuri Electrecord.
După câțiva ani, activează în Ansamblul Rapsodia Română. Împreună cu acest ansamblu, în 1968, Marioara Tănase obține înalta distincție „Templul de Aur” de la Festivalul de Folclor de la Agrigento, Italia, cu piesa „Țarina de la Găina”, care i-a deschis Marioarei o carieră internațională. Dorind să își diversifice repertoriul, artista a imprimat și romanțe.
A colaborat cu compozitorii Richard Stein, Alexandru Corfescu, S. Bolintineanu și cu dirijorii George Vancu, Florian Economu, Victor Predescu, Dinu Stelian și Paraschiv Oprea.

Bustul funerar al artistei Marioara Tănase

## Decesul
La sfârșitul lunii iulie 1970, Marioara vine la Sighișoara să își ia la revedere de la părinți, frați și rude pentru că urmează să plece într-un lung turneu în SUA și Canada.
Destinul implacabil și un șofer neatent au curmat într-un mod brutal viața tinerei interprete sighișorene. La întoarcerea din Sighișoara către București, în Feldioara, o frână o proiectează pe Marioara într-un copac aflat la marginea șoselei. Este transportată de urgență la Spitalul Județean din Brașov, însă nu s-a mai putut face nimic. Avea doar 29 de ani și o carieră frumoasă și în ascensiune. Trupul i-a fost depus în Catedrala Sighișoara timp de 2 zile, pentru ca sighișorenii să își poată lua rămas bun. Apoi a fost dusă la București, unde a fost condusă pe ultimul drum de mii de admiratori veniți de peste tot. A fost înmormântată în cimitirul Bellu, pe Aleea Artiștilor.

## Melodii din repertoriul Marioarei Tănase
În luna octombrie a anului 2008, la inițiativa artistului Vasi Cărăbuț, nepot al interpretei, casa de discuri Electrecord editează un CD in memoriam Marioara Tănase cu piesele:
| - Sunt fată de pe Târnavă - Țarina de la Găina - Zi bade cu fluiera - Mai bădița strop de rouă - O, rămâi | - Te-ai strecurat în mine dragoste - Bădiță cu țundră neagră - Mama numa-o fată ai - Câtu-i Dunărea de mare - Păsărică din Ardeal | - Măi bădiță ochii tăi - A șters ninsoarea pașii tăi - Bunica - Plânge-mă mamă pe mine - Niciodată așa mult dor | - Cântec din Oaș - Doină din Ardeal - Eu pe-aicea n-am jucat - Mi-ai scris pe o filă de hârtie - Sus la munte ninge, plouă | - Ciobănaș cu trei sute de oi - Mai am un singur dor - Târnavă cu văluri rele - Bădiță, sărutul tău - Cântec de nuntă |